# Jennifer Knust
Jennifer W. Knust – amerykańska badaczka Nowego Testamentu, profesorka religioznawstwa na Uniwersytecie Duke’a specjalizująca się w kwestiach płci kulturowej w epoce pierwotnego chrześcijaństwa. Wcześniej pracowała jako profesorka uczelni na Uniwersytecie Bostońskim. W 1988 roku otrzymała stopień bakałarza psychologii na Uniwersytecie Illinois w Urbanie i Champaign. W 1991 została magistrem teologii w Union Theological Seminary w Nowym Jorku, a w 2001 uzyskała PhD w dziedzinie religioznawstwa na Uniwersytecie Columbia.

## Publikacje
Publikacje książkowe
- Jennifer Wright Knust (9 November 2005). Abandoned to Lust: Sexual Slander and Ancient Christianity. Columbia University Press. ISBN 978-0-231-51004-2
Recenzja naukowa: Benjamin H. Dunning (Fordham University), book review of Knust's Abandoned to Lust (The Journal of Religion. Volume 89, Number 1)
- Jennifer Wright Knust (February 7, 2012). Unprotected Texts: The Bible's Surprising Contradictions About Sex and Desire. HarborOne. ISBN 978-0061725395
- Knust, Jennifer; Wasserman, Tommy (2019). To Cast the First Stone: The Transmission of a Gospel Story. Princeton University Press. ISBN 978-0-691-20312-6

Recenzje
- Jennifer Knust, book review of Jennifer Glancy's Slavery in Early Christianity and J. Albert Hill's Slaves in the New Testament, Journal of Religion, 2009, 406-409.